# David Livingstone
David Livingstone (Blantyre, 19 marzo 1813 – Lago Bangweulu, 1º maggio 1873) è stato un medico, missionario ed esploratore scozzese dell'età vittoriana.

## Biografia
Livingstone nacque nel villaggio di Blantyre, nella regione scozzese del Lanarkshire del sud, da Neil Livingstone ed Agnes Hunter. Era il secondo di sette figli e già a dieci anni fu mandato a lavorare in un cotonificio, dove il suo compito era, stando sdraiato sotto i macchinari, quello di unire tra loro i fili di tessuto che si rompevano. Quel cotonificio era migliore di molti altri lavori perché, dopo i suoi turni lunghi e faticosi, gli permetteva di frequentare una scuola. Appassionatosi allo studio, imparò il latino e, messo da parte qualche soldo, s'iscrisse all'università di Glasgow per studiare medicina.
Diventato un convinto cristiano, decise di partire per fare il missionario. La sua idea iniziale era di partire per l'Asia, ma proprio in quel periodo scoppiò la prima delle due guerre dell'oppio, tra il 1839 e il 1842, cosa che gli fece cambiare i piani. Partì quindi per il continente africano e nel 1841 arrivò a Città del Capo, ora in Sudafrica.
Come ha raccontato poi Historic UK, il suo scopo non era solo convertire i popoli dell'Africa: «puntava anche a scoprire la sorgente del Nilo Bianco (a quella del più piccolo Nilo Azzurro già ci era arrivato un secolo prima un altro esploratore)».
Non trovò mai la sorgente e pare non sia stato un missionario di grande efficacia, ma fu comunque un grande esploratore, forse il più grande tra quelli che nell'Ottocento andarono in Africa.
La sua fama di esploratore deriva principalmente dalle sue spedizioni attraverso l'Africa centrale. Durante queste spedizioni, Livingstone esplorò ampie aree del continente africano, cercando di mappare nuove terre, scoprire nuove culture e trovare rotte commerciali. Le sue relazioni dettagliate e i suoi diari di viaggio sono diventati importanti documenti per la comprensione della geografia e della cultura africana del XIX secolo. La sua determinazione e il suo coraggio nel fronteggiare le difficoltà e gli ostacoli durante le sue esplorazioni lo resero una figura leggendaria nel mondo dell'esplorazione e un'icona del romanticismo vittoriano.

### La scoperta delle cascate Vittoria
Nel periodo 1852-56 Livingstone esplorò l'entroterra africano, scoprendo, lungo il corso del fiume Zambesi, le cascate Vittoria, cui diede il nome dell'allora regina d'Inghilterra. Livingstone fu uno dei primi europei a fare un viaggio transcontinentale attraverso l'Africa. Lo scopo del suo viaggio era di aprire nuove vie commerciali e di accumulare informazioni utili sul continente africano. In particolare, Livingstone era un sostenitore delle missioni e del commercio nell'Africa centrale. Tornò in Inghilterra per ottenere un sostegno a queste sue idee e per pubblicare un libro sui suoi viaggi. Fu in questo periodo che si dimise dalla società missionaria alla quale apparteneva.

### La spedizione sul fiume Zambesi

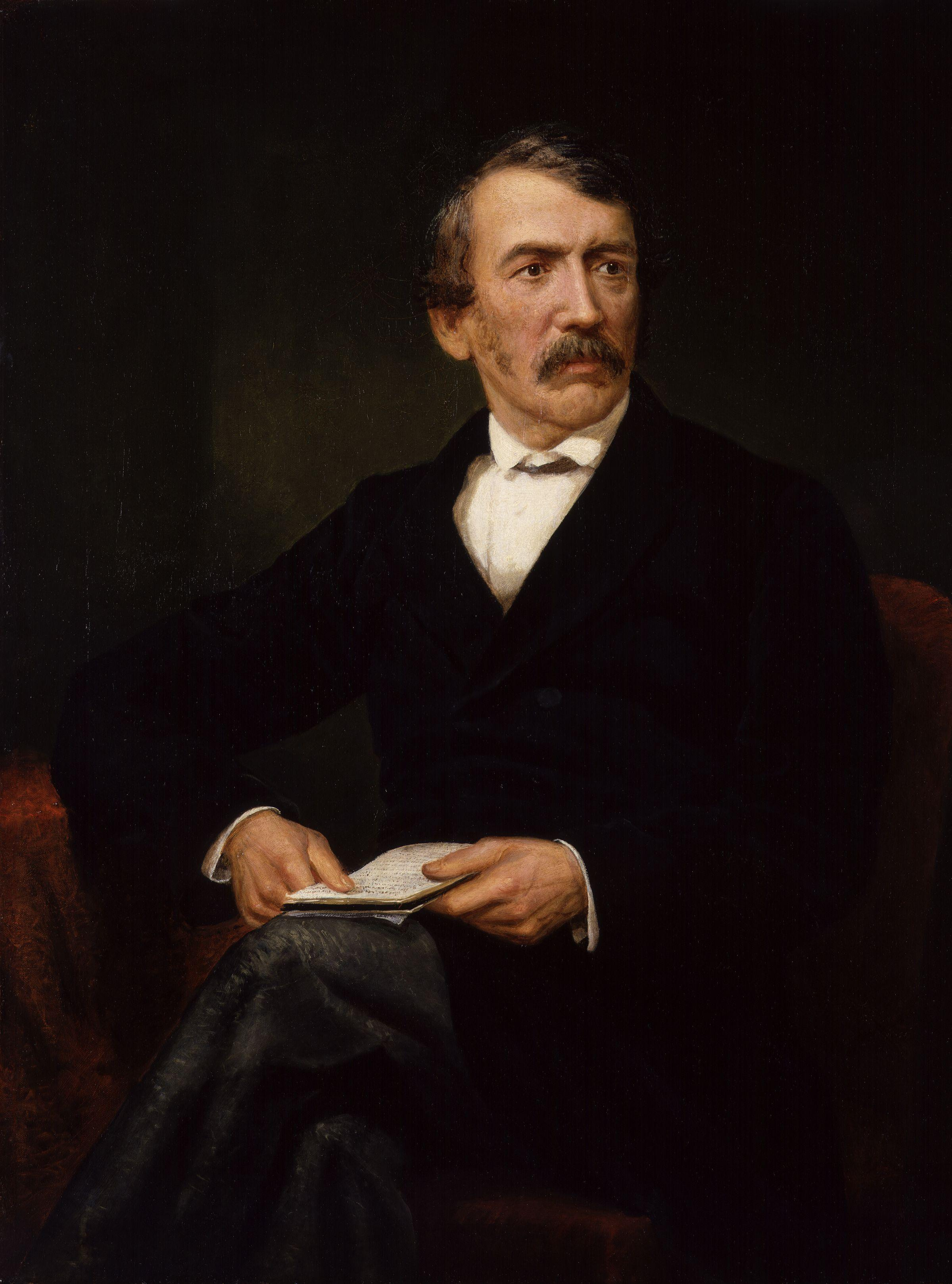
David Livingstone dipinto da Frederick Havill

Livingstone ritornò in Africa a capo di una spedizione con lo scopo di esplorare il fiume Zambesi. Mentre esplorava lo Zambesi, le missioni da lui volute in Africa centrale e orientale si estinsero in modo disastroso, con quasi tutti i missionari morti di malaria o di altre malattie. Il fiume Zambesi si rivelò essere non navigabile per lunghi tratti, a causa di una serie di cateratte e rapide che Livingstone non era riuscito a esplorare nei suoi viaggi precedenti.
L'artista Thomas Baines fu cacciato dalla spedizione con l'accusa di furto, che egli respinse sempre con vigore. Ad eccezione di un ingegnere di nome George Rae, gli altri occidentali o morirono o rinunciarono. Mary, la moglie di Livingstone, morì il 27 aprile 1862 di malaria cerebrale, ma Livingstone continuò le sue esplorazioni e infine tornò in Inghilterra nel 1864. La spedizione fu considerata un fallimento da molti giornali britannici del tempo e Livingstone ebbe grosse difficoltà a raccogliere fondi per esplorare ulteriormente l'Africa.

### La sorgente del Nilo

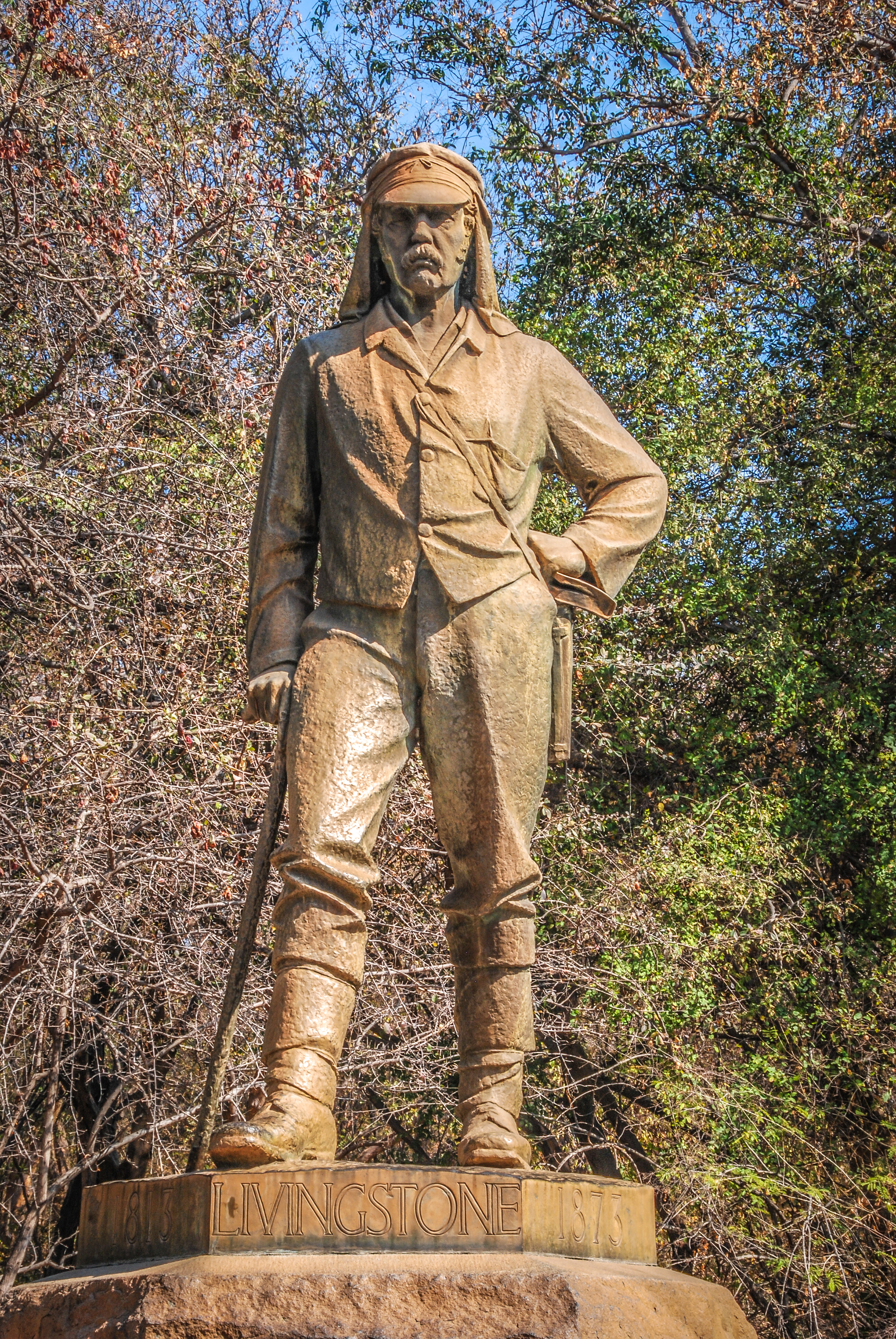
Statua al David Livingstone Memorial alle cascate Vittoria

Nel marzo 1866 Livingstone tornò in Africa, in Tanganica, da dove cominciò a cercare la sorgente del Nilo. Richard Francis Burton, John Hanning Speke e Samuel Baker avevano in precedenza quasi correttamente identificato sia il lago Alberto sia il lago Vittoria come sorgenti, ma la questione era ancora dibattuta. Nel cercare la sorgente del Nilo, Livingstone si spinse in realtà troppo ad ovest, fino a raggiungere il fiume Lualaba, che altro non è che la parte iniziale del fiume Congo, ma che egli erroneamente considerò essere il Nilo.

### La ricerca da parte di Stanley, malattia e morte
La missione del 1866 alla ricerca della sorgente del Nilo aveva una durata prevista di due anni; ne passarono cinque e non si avevano più sue notizie da molto tempo e molti pensarono fosse morto.
In realtà era vivo, malato e debilitato dai viaggi e dall’ennesima malaria, scriveva lettere per mettersi in contatto con la madrepatria, che però non arrivavano ai destinatari, o che comunque non le condividevano. Solo uno dei suoi 44 dispacci arrivò fino a Zanzibar.
Nel 1869 il direttore e fondatore del New York Herald incaricò Henry Morton Stanley di “trovare Livingstone”, intuendo la notevole portata di un articolo sul ritrovamento dell’esploratore.
Stanley non era mai stato in Africa, ma si organizzò e in breve partì per il continente. Fece una prima sosta in Egitto, dove era appena stato inaugurato il Canale di Suez. In una lettera mandata al giornale scrisse: «Se è vivo, sentirete quel che ha da dire. Se è morto, lo troverò e vi porterò le sue ossa».
Henry Morton Stanley trovò Livingstone nella città di Ujiji, sulle sponde del lago Tanganica il 10 novembre 1871 dove, secondo le ultime informazioni di cui era entrato in possesso, poteva trovarlo.
Trovò il famoso esploratore circondato da molte persone incuriosite dall’arrivo di un altro bianco. Secondo quello che Stanley scrisse in seguito nel libro How I Found Livingstone (che nella versione italiana è Come ritrovai Livingstone in Africa centrale), così si svolse il primo colloquio tra i due esploratori:
(chiese Stanley)
(rispose Livingstone)
Questo episodio è rimasto famoso per le parole con le quali si dice che Stanley abbia per la prima volta salutato Livingstone: i due erano gli unici due europei in Africa nel raggio di centinaia di chilometri e si salutarono come se si vedessero a un ricevimento. Un episodio riportato in seguito più volte come esempio di quanto la formale e seria morale vittoriana fosse compenetrata e assimilata nel popolo britannico.
I dubbi sul fatto che quell’incontro sia avvenuto in quel modo, con quelle esatte parole, hanno diverse motivazioni: principalmente perché nel diario di Livingstone non se ne fa menzione; inoltre è un po' sospetto che dal diario di Stanley manchino proprio le pagine su quel momento, forse perché strappate. Secondo gli appunti di Livingstone ci sono i motivi per credere che l'incontro fosse avvenuto anche un po' di tempo prima, ovvero negli ultimi giorni di ottobre.
Stanley si unì a Livingstone e i due per un anno continuarono insieme a esplorare il nord del Tanganica, poi Stanley partì. Chiese più volte a Livingstone di andarsene con lui, ma il dottore, a dispetto delle sue sollecitazioni, era determinato a non lasciare l'Africa fino a quando la sua missione non fosse stata completata. Dopo essersene andato, Stanley s'impegnò perché all'esploratore arrivassero provviste e medici, ma nel 1873 Livingstone morì in Zambia di malaria e per una emorragia interna. Gli furono tolti sangue e viscere, lo coprirono di sale, facendolo seccare al sole e poi fu portato per oltre mille miglia dai suoi leali assistenti Chumah e Susi fino a Zanzibar. Infine la salma ritornò in Inghilterra per essere sepolta nell'abbazia di Westminster; il suo cuore venne invece sepolto nel luogo dov'era morto, sul lago Bangweulu, a Chitombal.

### Grandi imprese
Durante i suoi viaggi percorse un totale di quasi 50 000 chilometri, una distanza superiore alla lunghezza dell’Equatore.
Fu il primo occidentale a raggiungere le cascate Vittoria, nominate così da lui in omaggio alla regina britannica di allora.
Fu il primo occidentale ad attraversare l’Africa in orizzontale, dall’odierna Angola fino al Mozambico.
Attraversò per due volte la regione desertica del Kalahari, di cui la seconda con la moglie e alcuni bambini piccoli.
Trovò la sorgente del fiume Congo.
Mappò il corso del fiume Zambesi e fornì svariate informazioni su luoghi di cui l'Europa non sapeva nulla.

## Nel cinema
- La ricerca di Livingstone da parte di Stanley viene rappresentata nel film L'esploratore scomparso (1939) di Henry King, con Cedric Hardwicke nel ruolo di Livingstone e Spencer Tracy nel ruolo di Stanley.
- La storia del rapporto tra Livingstone e Stanley è raccontata nel film per la televisione di Simon Langton del 1997 Forbidden Territory: Stanley's Search For Livingstone (in versione italiana: Terra proibita: in cerca di Livingstone).
- Il personaggio di Livingstone ha un ruolo nel film Le montagne della luna di Bob Rafelson (1990), in cui accredita l'esordiente Richard Francis Burton (1821-90) presso la Royal Geographical Society.
- Nel film Guida galattica per autostoppisti il protagonista Arthur Dent, interpretato da Martin Freeman, si traveste da Livingstone per andare alla festa in maschera dove conosce per la prima volta altri due protagonisti: Trillian McMillan e Zaphod Beeblebrox.